# Ulrike Brandenburg

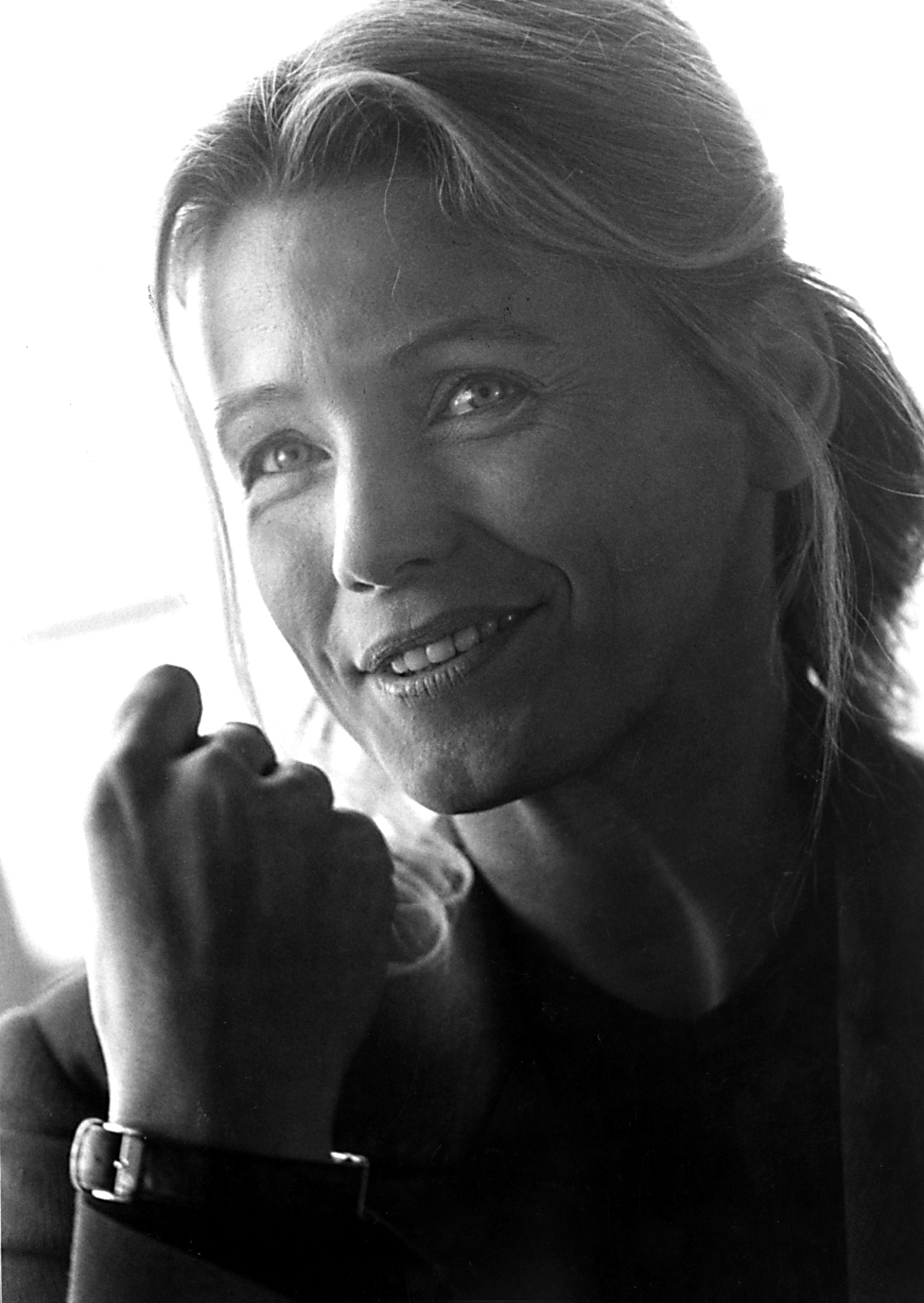
Ulrike Brandenburg (2005)

Ulrike Brandenburg (* 17. April 1954 in Münster; † 24. Mai 2010 in Aachen) war eine deutsche Ärztin und Sexualwissenschaftlerin. Bis zu ihrem Tode war sie Präsidentin der Deutschen Gesellschaft für Sexualforschung.

## Leben
Ulrike Brandenburg besuchte das Pelizaeus-Gymnasium in Paderborn und legte hier 1972 ihr Abitur ab. Im Anschluss studierte sie Medizin an den Universitäten in Berlin, Münster und Hamburg. 1979 schloss sie ihr Studium mit dem Staatsexamen und ihrer Approbation als Ärztin ab. Nach zahlreichen Weiterbildungen im Bereich Sexual- und Familientherapie, folgten Promotion und Facharzt für Psychotherapeutische Medizin.
1990 wechselte sie an die Klinik für Psychosomatik und Psychotherapeutische Medizin des Uniklinikums der RWTH Aachen. Hier übernahm sie den Aufbau und die Leitung der Sexualwissenschaftlichen Ambulanz. Es folgte die Leitung weiterer sexualwissenschaftlicher Funktionsbereiche unterschiedlicher Abteilungen des Uniklinikums der RWTH Aachen.
Seit 2004 war Ulrike Brandenburg in eigener Praxis in Aachen mit den Schwerpunkten der Paar- und Sexualtherapie niedergelassen. 2006 gründete sie zusammen mit dem bekannten Sexual- und Paartherapeuten Ulrich Clement das Institut für Sexualtherapie Aachen/Heidelberg.
Ihre Forschungsaktivitäten bezogen sich auf die  Alterssexualität, die Impotenz, die Lustlosigkeit sowie Aspekte der Kommunikation in den Tabubereichen der Intimität.
Seit Jahren bot Ulrike Brandenburg diverse sexualmedizinische Ausbildungscurricula im Stufenkonzept an. Diesbezüglich kooperierte sie bis zuletzt mit Ulrich Clement in Aachen, Heidelberg, in Österreich und in der Schweiz.
Zudem betreute Ulrike Brandenburg über Jahre zusammen mit Heinz Kersting eine fachübergreifende Balint-Gruppe in Aachen. Sie hielt zahlreiche internationale Fachvorträge und Seminare zur Thematik und erwarb sich im Bereich der Fortbildung, insbesondere bei den Hausärzten, Gynäkologen, Urologen sowie Psychiatern einen exzellenten Ruf als eine der angesehensten Fachleute ihres Metiers. Dies wurde durch zahlreiche Beiträge in Form von Fachbuch/Fachzeitschriftenartikeln in der nationalen und internationalen Literatur unterstrichen.
Sie gab regelmäßige Interviews für die wichtigsten deutschen Printmedien und wurde häufig zu Fernsehauftritten eingeladen.  Insbesondere durch Themenabenden von Sendern wie WDR, ARTE, ZDF, ARD, SWR (Nachtcafé) wurde Ulrike Brandenburg  als Fachfrau für das Intime bekannt.
Ab dem 17. Dezember 2007 übernahm sie zusammen mit Susan Akel und Michael Thiel die therapeutische Moderation bei der 50-teiligen RTL-Sendung Familienhilfe mit Herz.
Bis zuletzt war sie Präsidentin der Deutschen Gesellschaft für  Sexualforschung in Hamburg, der ältesten und größten Fachgesellschaft in Deutschland. Zudem war sie Mitherausgeberin der Zeitschrift für Sexualforschung.
Ulrike Brandenburg verstarb nach schwerer Krankheit und hinterließ ihren Mann und drei Kinder.

## Bücher und Buchbeiträge
- Weibliche Sexualität und ihre psychogenen Störungen in „Kursbuch Anti-Aging“, Jacobi, G.H., Biesalski, K.H., Georg Thieme Verlag, Stuttgart 2005, ISBN 978-3-13-139091-2.
- Sexual History in „Women’s Sexual Function and Dysfunction“, Goldstein, Irvin et al., Informa Healthcare 2005, ISBN 978-1-84-214263-9.
- Systemisch-verhaltenstherapeutisch orientiertes Paargruppenkonzept zur Behandlung des Vaginismus in „Psychotherapie der Sexualstörungen“ Strauß, Bernhard, Thieme Verlag, Stuttgart 2004, ISBN 978-3-13-108792-8.
- Psychosomatische Gynäkologie und Geburtshilfe. Psychosozial-Verlag, Gießen 2002, ISBN 978-3-89-806150-6.
- Sexualstörungen weiblicher Sexualität in „Psychosomatische Grundversorgung in der Frauenheilkunde“, Neises, M., Ditz, S., Thieme Verlag, Stuttgart 2000, ISBN 978-3-13-117651-6.
- Systemische Behandlung von Persönlichkeitsstörungen in „Psychotherapie von Persönlichkeitsstörungen - Beiträge zu einem schulenübergreifenden Vorgehen“, Sass, H., Herpertz, S., Thieme Verlag, Stuttgart 1999, ISBN 978-3-13-111831-8.
- Weibliche Sexualstörungen in „Psychotherapeutische Medizin, Psychoanalyse – Psychosomatik – Psychotherapie“, Petzold, E.R., Studt, H., Gruyter, Berlin 1999, ISBN 978-3-11-014498-7.